# Die Sterne von Damaskus
Die Sterne von Damaskus ist ein österreichisches Stummfilmdrama aus dem Jahre 1920 von Michael Kertesz mit Lucy Doraine in der Titelrolle als Frau zwischen zwei Männern. Der Geschichte liegt der gleichnamige Roman von Georges Ohnet zugrunde.

## Handlung
Als der französische Maler Georges du Hanet, der sich gerade auf einer Studienreise nach Damaskus befindet, durch die Straßen des arabischen Viertels schlendert, vernimmt er Hilferufe. Er eilt in Richtung der Schreie und sieht, wie ein hünenhafter Einheimischer ein zartes, an Händen und Füßen gefesseltes Mädchen mit der Peitsche züchtigt. Er rettet und befreit sie, wird aber im Zweikampf mit dem orientalischen Unhold selbst verwundet. Das Mädchen heißt Cora und zeigt sich fortan als sehr anhänglich gegenüber ihrem Lebensretter. Aus Dankbarkeit erwächst Zuneigung und schließlich gegenseitige Liebe. Beider Glück wird jäh unterbrochen, als ein Brief von Georges Mutter in Damaskus eintrifft. Darin steht, dass Georges Vater aus Gram über erlittene finanzielle Verluste infolge verfehlter Spekulationen in seinem Bergwerk verstorben sei. Cora bittet Georges darum, zu bleiben oder sie doch wenigstens mitzunehmen, wenn er heimkehren müsse. Und so gehen beide gemeinsam an Bord eines Schiffes, das Hanet in seine Heimat bringen soll. 
Während der Überfahrt lernen die beiden Viktor Mazillier kennen, einen Abenteurer von vornehmer Erscheinung, dem die Frauenherzen nur so zufliegen. Rasch gerät auch Cora in dessen Bann, und als man in Marseille ankommt und Georges seine Mutter umarmt, entfleucht Cora heimlich an der Seite Viktors. Georges ist zutiefst erschüttert und beginnt seine Liebste zu suchen. Als er sie im palastähnlichen Anwesen Viktors endlich findet und ihr sagt, dass er ihr alles verzeihen werde, weist sie ihn kalt zurück und sagt ihm, dass sie nichts mehr von ihm wissen wolle. In rasender Eifersucht greift Georges zur Waffe und will Cora töten. Dabei verletzt er sie schwer, ihr Gesicht ist entstellt. Die Polizei verhaftet Georges, als er seinem eigenen Leben ein Ende bereiten will. In Toulon kommt es zu einem aufsehenerregenden Gerichtsprozess als Cora, der „Stern von Damaskus“, in wahrheitswidriger Weise behauptet, dass Georges mit dem Mordanschlag sie zugleich berauben wollte. Damit stellt das Gericht eine Tat von niedriger Gesinnung fest und verurteilt Georges zu einer fünfjährigen Kerkerhaft. Seine Mutter muss mitansehen, wie Georges’ Leben verwirkt zu sein scheint.

## Produktionsnotizen
Die Sterne von Damaskus entstand, zusammen mit dessen Fortsetzung Die Gottesgeißel, kurz hintereinander 1920 an den jugoslawischen Drehorten Sarajevo, Mostar, Ragusa und Split und wurde am 3. September 1920 in Wien uraufgeführt. Der Sechsakter war in etwa 2000 Meter lang.

## Kritiken
In Wiens Neuer Freien Presse heißt es: „Die dramatischen Szenen in Damaskus, das bezaubernde Spiel der Liebe, die Begegnung mildem Abenteurer Mazillier, die Verzweiflung des verlassenen Georges und der tragische Ausgang der reich-bewegten Handlung sind prachtvoll inszeniert und werden meisterhaft dargestellt.“
Die Grazer Mittags-Zeitung nannte Die Sterne von Damaskus einen „märchenhaft schönen Film.“
Die Linzer Tages-Post schwärmte von „orientalischer Pracht“, „Meereszauber“ und „luxuriösen Räumen“ und lobte überdies das „brillante Spiel der Trägerin der Hauptrolle Lucy Doraine, die das Arabermädchen mit flammender Liebesleidenschaft voll Reiz, aber auch mit teuflischer Bosheit darzustellen versteht.“